# John Gardiner Richards
John Gardiner Richards, Jr., född 11 september 1864 i Liberty Hill i Kershaw District (nuvarande Kershaw County) i South Carolina, död 9 oktober 1941 i Liberty Hill i Kershaw County i South Carolina, var en amerikansk demokratisk politiker. Han var South Carolinas guvernör 1927–1931.
Richards studerade vid Bingham Military Institute i North Carolina och var sedan verksam som jordbrukare i South Carolina.
Richards ställde upp utan framgång i 1910, 1914 och 1918 års guvernörsval i South Carolina. I fjärde försöket år 1926 vann han till sist ett guvernörsval. Richards efterträdde 1927 Thomas Gordon McLeod som guvernör och efterträddes 1931 av Ibra Charles Blackwood.
Richards avled 1941 och gravsattes på Liberty Hill Presbyterian Church Cemetery i Kershaw County.